# Amon (Band)
Amon ist eine österreichische Pop-Rock-Band aus St. Leonhard am Forst in Niederösterreich.

## Bandgeschichte
Nach der Gründung 2013 verwendete die Band die ersten Monate dazu, eine musikalische Richtung zu finden. Nachdem die ersten Nummern geschrieben und einstudiert waren, wurde auch das Genre deutlich: die Songs sind allesamt deutschsprachig und dem Genre Pop-Rock zuzuordnen. 
Nach ersten Auftritten folgte 2015 die Teilnahme am Local Heroes Austria Bandcontest. Amon schaffte es als einzige niederösterreichische Band ins bundesweite Finale und erreichte schließlich Platz 4 von anfänglich rund 300 teilnehmenden Bands.
Ebenfalls 2015 gewann Amon den Clausthaler Moments Band Contest und war in dessen Folge Supportact für Clueso. 
Es folgten Auftritte beim Newsound Festival, am Wiener Kirtag, bei Clam live - Clam Concerts, als Support für Christina Stürmers einziges Österreich-Konzert 2018 und viele mehr. 
Namensgeber der Band sind Josef und Leopoldine Amon, die gemeinsamen Großeltern der Bandmitglieder. Amon ist eine fünfköpfige Familienband, bestehend aus den zwei Geschwisterpaaren Elena Schörgenhofer und Johannes Schörgenhofer, Jasmin Daurer und Tobias Aichinger, sowie Jasmins Ehemann Dominik Daurer.
Im Mai 2017 veröffentlichte die Band das Debütalbum Tu es, produziert von Matthias Simoner und erschienen im österreichischen Label Sims O Records.

## Diskografie
Alben
- 2017: Tu es (Sims O Records)

Singles
- 2019: Ich bin da (Sims O Records)